# ESL Gaming
Die Kölner ESL Gaming GmbH (bis 30. August 2019 Turtle Entertainment GmbH) wurde 2000 gegründet und ist im Bereich des elektronischen Sports tätig. Sie betreibt u. a. die Electronic Sports League (ESL), die größte Liga für Computerspieler in Europa.
Im Januar 2022 wurde der Verkauf der ESL Gaming vom bisherigen Eigner (dem schwedischen Medienkonzern Modern Times Group) an eine Tochter des saudi-arabischen Staatsfonds Public Investment Fund für gut eine Milliarde US-Dollar verkündet. 2022 wurde der Deal abgeschlossen. ESL Gaming wurde zusammen mit dem Londoner Mitbewerber Faceit Ltd. zur ESL Faceit Group fusioniert.
Zum Unternehmen gehört auch die Tochtergesellschaft Turtle Entertainment TV GmbH, die den IPTV-Sender ESL TV betreibt.

## Firmengründung
Das Unternehmen Turtle Entertainment GmbH wurde im September 2000 gegründet. Die Gründer konnten bereits zum Gründungszeitpunkt jahrelange Erfahrung im Gaming-Bereich verzeichnen. Hinter der Firmengründung stand ihre Vision, mit der Electronic Sports League (ESL) ein internationales Ladder- und Ligasystem zu entwickeln, welches zahlreiche Spiele und Spielemodi umfassen sollte. Mit über zehn Millionen Visits im Monat und mehr als zwei Millionen registrierten Mitgliedern gehört das Liga-Portal www.play.eslgaming.com heute zu den größten Internetauftritten Deutschlands. Die Turtle Entertainment GmbH fungiert als Ligenbetreiber und Eventveranstalter im eSport-Bereich. Das Unternehmen hat bis Mitte 2016 Preisgelder im zweistelligen Millionenbereich  ausgezahlt.

## Weltweite Vermarktung
Mit Produkten wie der ESL ist das Unternehmen zurzeit in 37 Ländern weltweit aktiv und kann insgesamt über zwei Millionen Nutzer verzeichnen. Innerhalb kürzester Zeit hat sich Turtle Entertainment somit zum europäischen Marktführer im Bereich des elektronischen Sports entwickelt.
Durch 15 Lizenzpartner und ein Tochterunternehmen werden die ESL und andere eSport-Ligen von Turtle Entertainment weltweit vertreten. Im boomenden asiatischen Markt schaffte sich das Unternehmen beispielsweise Anfang 2007 durch ein Joint Venture mit der chinesischen eSport-Liga PGL (ProGamer League) ein wichtiges Standbein.
Durch eine Beteiligung an der ebenfalls in Köln ansässigen GIGA Digital Television GmbH war es Turtle Entertainment seit 2006 möglich, Inhalte der ESL nicht nur über das Liga-Portal der ESL, sondern auch über die TV-Sender GIGA und GIGA 2 zu verbreiten. Die Beteiligung an GIGA wurde allerdings im November 2007 stark eingeschränkt, GIGA 2 wurde eingestellt. Seit dem 15. November 2007 verbreitet Turtle Entertainment die Inhalte der ESL über den hauseigenen IPTV-Sender ESL TV, die restlichen Anteile an GIGA wurden an die Premiere AG verkauft.

## Marken
Turtle Entertainment vermarktet seine Produkte weltweit unter den folgenden Marken:
- Electronic Sports League
- E-Sports Entertainment Association
- ESL One
- Intel Extreme Masters
- ESL Meisterschaft
- ESL Shop
- ESL TV
- eSport Schulmeisterschaft

## Geschäftspartner
Zu den wichtigsten Geschäftspartnern (Ausrüster sowie Sponsoren etc.) der Turtle Entertainment GmbH gehören unter anderem Intel, Asus, Alienware, Adidas, Sony Ericsson, Volkswagen, Sennheiser, Bitdefender und Microsoft. Ein neuer wichtiger Partner für Turtle Entertainment ist der Serverhoster gamed.de, der die Webseite der Electronic Sports League hostet.